# Cánh diều
Cánh diều là một trong 3 bộ sách giáo khoa được phê duyệt trong Chương trình giáo dục phổ thông mới 2018 của Bộ Giáo dục và Đào tạo Việt Nam. Bộ sách là sản phẩm hợp tác xuất bản của 3 đơn vị, gồm: Nhà xuất bản Sư phạm (thuộc Trường Đại học Sư phạm Hà Nội) và Nhà xuất bản Đại học Sư phạm Thành phố Hồ Chí Minh (thuộc Trường Đại học Sư phạm Thành phố Hồ Chí Minh) phối hợp với Công ty Đầu tư Xuất bản - Thiết bị Giáo dục Việt Nam biên soạn, xuất bản và phát hành. Đây được xem là bộ sách giáo khoa duy nhất được biên soạn bằng hình thức xã hội hóa tại Việt Nam kể từ sau năm 1975.

## Bối cảnh
Cánh Diều là bộ sách giáo khoa xã hội hóa đầu tiên thực hiện Nghị quyết số 88 của Quốc hội về đổi mới chương trình, SGK giáo dục phổ thông, bộ sách giáo khoa duy nhất được biên soạn bằng hình thức xã hội hóa tại Việt Nam kể từ sau năm 1975, xoá bỏ cơ chế độc quyền trong lĩnh vực xuất bản - in - phát hành sách giáo khoa.

## Biên soạn sách
Công ty CP Đầu tư Xuất bản - Thiết bị Giáo dục Việt Nam (VEPIC) là đơn vị tổ chức biên soạn, liên kết xuất bản, phát hành bộ sách giáo khoa này. 40 trên 56 thành viên trong Ban Phát triển Chương trình giáo dục phổ thông 2018 là tác giả của bộ sách.

## Đặc điểm

### Triết lý giáo dục
Triết lý giáo dục của bộ sách là: "Mang cuộc sống vào bài học – Đưa bài học vào cuộc sống". Tinh thần dạy học hướng đến phát triển năng lực cho người học, "học" gắn liền với "hành".

### Ưu điểm
Bộ sách giáo khoa Cánh Diều được nhận xét là "bộ sách gần gũi, phù hợp với địa phương", "trình bày đẹp, có học liệu dạy học đầy đủ", "đáp ứng tốt về mặt khoa học sư phạm và khoa học giáo dục, nhân văn cũng như thực tiễn", "thầy trò dễ dàng thích nghi, có hiệu quả tốt", "tất cả các môn trong bộ Cánh Diều có tính mở".